# 雪代敬子
雪代 敬子（ゆきしろ けいこ、本名；大森 貴美子、1933年3月20日 - ）は、日本の女優。神奈川県出身。大阪府在住。小田原高等女学校。

## 人物・来歴
1950年、高等学校を卒業。
松竹音楽舞踊学校に入り、1951年に初舞台を踏む。
1952年の『未完成結婚曲』で主演デビュー。
1953年、松竹歌劇団（SKD）に6期生として入団する（同期は長谷川待子）。
1958年、東映に引き抜かれて時代劇を専門にお姫様から芸者まで幅広く演じ、4年間で70本以上に出演。
1961年にフリーになる。同年、結婚。以降、関西の舞台を中心に活動を続ける。
自伝に『女優 雪代敬子 出会った人々たどった道 華の映画・舞台を語る』（竹林館、2002年）がある。
2010年10月19日、T・ジョイ京都で開催された「巨匠・内田吐夢 名優・月形龍之介 東映時代劇傑作選(その一) 内田吐夢、月形龍之介没後40年回顧」のトークショーに出演した。

## 出演

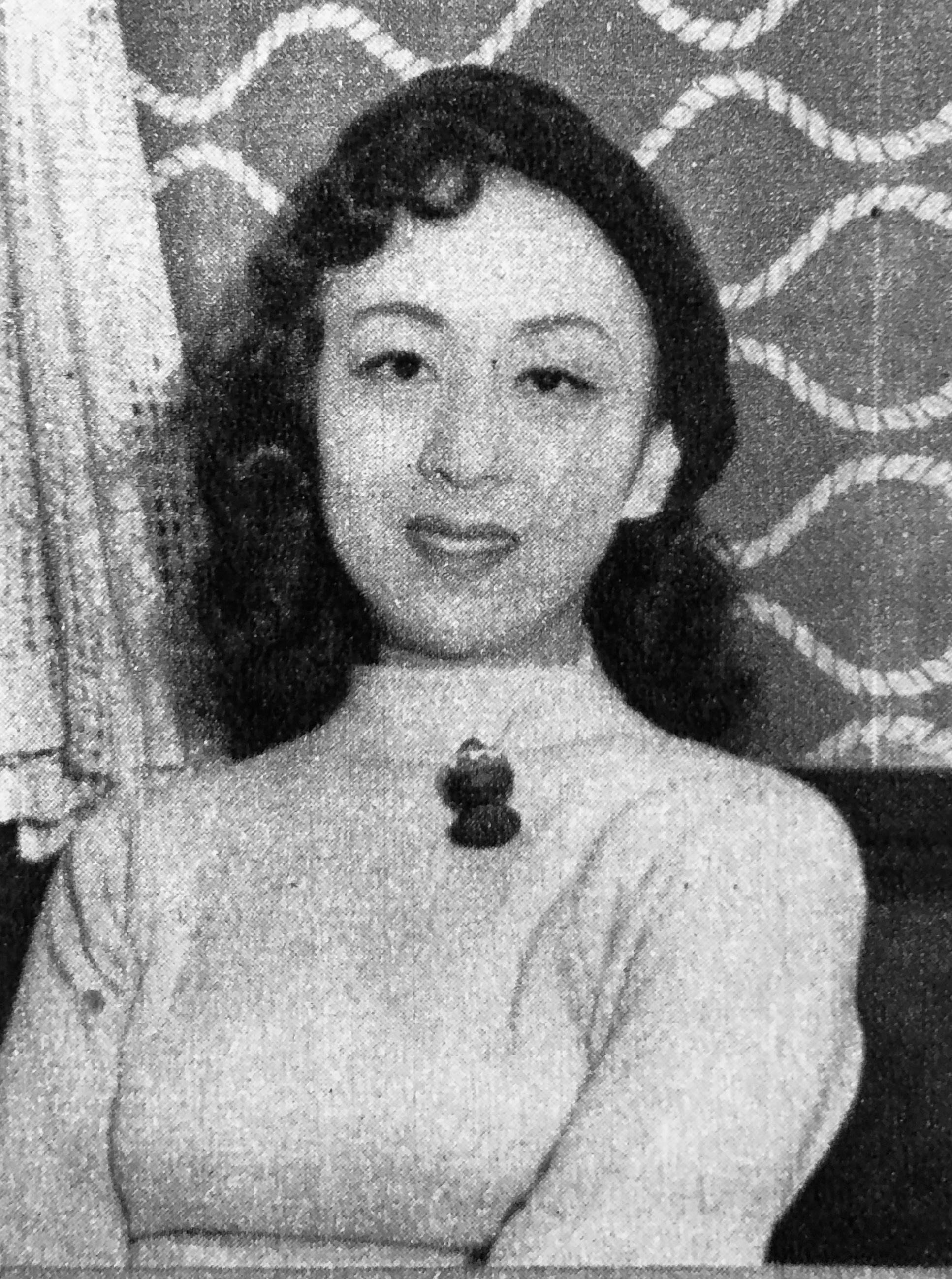
1955年

### 映画
- 未完成結婚曲（1952年）
- 次郎長一家罷り通る（1953年）
- 好きなアンタハン（1953年）
- 伊豆の踊子（1954年）
- 美男天狗党（1954年）
- 伝七捕物帳 黄金弁天（1954年）
- 野菊の如き君なりき（1955年） - キネマ旬報ベストテン第3位
- 酔いどれ囃子 （1955年）
- 母性日記（1955年）
- 僕は横丁の人気者 第一部・陽気なゴン兵さん（1955年）
- 僕は横丁の人気者 第二部・フーちゃんの子守唄（1955年）
- 愛の一家（1955年）
- 愛情会議（1955年）
- 若き日の千葉周作（1955年）
- 素晴らしき招待（1955年）
- 続・この世の花 第四部/おもいでの花 第五部/浪花の雨（1955年）
- 元禄美少年録（1955年）
- 青空剣法より 弁天夜叉（1956年）
- 流転（1956年）
- 女難屋敷（1956年）
- 怪盗鼠小僧 祭に消えた男（1956年）
- 続・この世の花 第六部/月の白樺 第七部/別れの夜道（1956年）
- 続・この世の花 第八部/さすらいの浜辺（1956年）
- のんき侍大暴れ（1956年）
- 漫才学校 爆笑八人組（1956年）
- 文七元結より 泣き笑い五十両（1956年）
- スタジオ超特急（1956年）
- 女優誕生（1956年）
- この世の花・完結篇 第九部/愛の裁き 第十部/砂の抱擁（1956年）
- 別れの一本杉（1956年）
- 酔いどれ牡丹 前篇・地獄の使者 後篇・深夜の美女（1956年）
- 大当り男一代（1956年）
- 京洛五人男（1956年）
- 相馬の唄祭（1956年）
- りんどう鴉（1957年）
- 怪談色ざんげ 狂恋女師匠（1957年）
- お富と切られ与三郎（1957年）
- 天の眼（1957年）
- 花くれないに（1957年）
- 夜の鼓（1958年） - キネマ旬報ベストテン第6位
- 火の玉奉行（1958年）
- 勇み肌千両男（1958年）
- 浪人八景（1958年）
- 血汐笛（1958年）
- 修羅八荒（1958年）
- 殿さま弥次喜多 怪談道中（1958年）
- 不知火小僧評判記 鳴門飛脚（1958年）
- 柳生旅ごよみ 女難一刀流（1958年）
- 鴬城の花嫁（1958年）
- 喧嘩笠（1958年）
- 忠臣蔵 櫻花の巻・菊花の巻（1959年）
- あばれ街道（1959年）
- 殿さま弥次喜多 捕物道中（1959年）
- 風流使者 天下無双の剣（1959年）
- お役者文七捕物暦 蜘蛛の巣屋敷（1959年）
- 伊達騒動 風雲六十二万石（1959年）
- お染久松 そよ風日傘（1959年）
- 右門捕物帖 片目の狼（1959年）
- 江戸っ子判官とふり袖小僧（1959年）
- 浪花の恋の物語（1959年） -  キネマ旬報ベストテン第7位
- ひばり捕物帖 ふり袖小判（1959年）
- 血斗水滸伝 怒涛の対決（1959年）
- 血太郎ひとり雲（1959年）
- 孔雀秘帖（1960年）
- 任侠中仙道（1960年）
- 殿さま弥次喜多（1960年）
- 次郎長血笑記 秋葉の対決（1960年）
- 続べらんめえ芸者（1960年）
- 浪人市場 朝やけ天狗（1960年）
- 照る日くもる日 前・後篇（1960年） - 白峰のお銀 役
- 遊侠の剣客 片手無念流（1960年）
- ひばり捕物帖 折鶴駕篭（1960年）
- 怪談五十三次（1960年）
- 続々べらんめえ芸者（1960年）
- 次郎長血笑記 富士見峠の対決（1960年）
- 次郎長血笑記 殴り込み荒神山（1960年）
- 悪名一番（1963年）
- 昭和残侠伝 一匹狼（1966年）
- 茗荷村見聞記（1979年）
- ちゃんばらグラフィティー 斬る!（1981年）
- パンツの穴 花柄畑でインプット（1985年）
- 森の学校 (映画)（2002年） - 河合さと 役
- 難波金融伝・ミナミの帝王34「ブランドの重圧」（2006年）
- 狙った恋の落とし方。（2008年） - ※中国映画
- とめ子の明日なき暴走（2012年）

### テレビドラマ
- 討入り十二刻（1960年・NTV）
- 血汐笛（1961年・KTV）
- 東芝日曜劇場・紫式部絵巻（1962年・TBS）
- シャープ月曜劇場・母の初恋（1963年・KTV）
- 松本清張シリーズ・黒の組曲 第40話「影」（1963年・NHK） - 由美
- 女系家族（1963年・MBS） - 浜田文乃 役
- うず潮（1964 - 1965年） - 郡田先生 役
- 初雪（1965年・NHK）
- 素浪人 月影兵庫 第1シリーズ 第11話「疑惑の笛が鳴っていた」（1965年・NET） - ※映像が現存する
- 柔一筋（1965年・NTV）
- まごころ（1965年・KTV）
- 人形佐七捕物帳 第26話「妙法丸」（1965年・NHK）
- 燃ゆる白虎隊（1965年、TBS）- 永井菊
- 三匹の侍 第4シリーズ 第8話「おんな三題 板橋の宿」（1966年、CX） - ※映像が現存し、DVDが発売されている
- 松本清張シリーズ 「俺は知らない」（1966年・KTV）
- 船場（1967年・KTV）
- 銭形平次 第92話「亥刻の鐘」（1968年・CX） - おふさ 役
- 細うで繁盛記（1970年 - 1971年、YTV） - 石島和子 役
- 新三匹の侍 第12話「訣れの鐘が鳴っている」（1970年・CX / 松竹） - お咲 役
- 女徳（1971年・MBS）
- 青春をつっ走れ 第9話「番長トリデに殴りこめ! 」（1972年・CX） ‐ 古川和代 役
- 東芝日曜劇場・女と味噌汁その23（1972年・TBS）
- ありがとう 第2シリーズ 第48話（1972年） - 日下徳子 役
- 必殺シリーズ（ABC / 松竹）
  - 必殺仕掛人 第24話「士農工商大仕掛け」（1973年） - おりく 役
  - 必殺商売人 第19話「親にないしょの片道切符」（1978年） - おとく 役
  - 翔べ! 必殺うらごろし 第11話「人形が泣いて愛する人を呼んだ」（1979年） - 菅谷とよ 役
  - 必殺仕事人 第46話「怨技非情竹光刺し」（1980年） - 菊乃 役
- 赤い迷路（1974年・TBS）
- ドラマ人間模様・埴生の宿（1978年・NHK）
- 風鈴捕物帳 第9話「父娘を結ぶ銀の駒」（1978年・ANB）
- 日本名作怪談劇場 第2話「怪談 大奥(秘)不開の間」（1979年、東京12チャンネル） - 信子の方
- 同心暁蘭之介 第36話「殺しの影」（1982年、CX）
- 斬り捨て御免! （TX） - おさと 役
  - 第3シリーズ 第1話「熱き口づけは死を誘う」（1982年）
  - 第3シリーズ 第9話「女の唇に潜む非情の罠」（1982年）
- 京都マル秘指令 ザ新選組 第2話「脅迫2 ナンバーワン芸者の強姦裏ビデオを作るぞ!」（1984年・ABC）
- 月曜ワイド劇場・たそがれ夫人（1984年・ANB）
- 土曜ワイド劇場
  - 狙われた婚約者（1985年・ABC）
  - 京都の祭に人が死ぬ（2003年・EX）
- 火曜サスペンス劇場・大奥殺人事件（1989年・NTV）
- 金曜エンタテイメント・京都祇園入り婿刑事事件簿5（1999年・CX）
- 連続テレビ小説・ほんまもん（2001年・NHK）
- おみやさん 第2話「時効直前 逃亡殺人犯を待つ女」（2002年・ANB） - 平井京子 役
- パパ トールドミー 大切な君へ 第5話「天使のおくりもの」（2003年・NHK）
- 新いのちの現場から（2004年・MBS） - 篠塚タケ 役
- 京都迷宮案内 第8シリーズ 第8話「京都の母!修学旅行生に裏切られた女将」（2006年・EX） - 町村松子 役
- 常願寺川砂防100周年特別番組「ちいさな暉石」（2007年・TUT）
- 暖流（2007年・TBS系ドラマ30） ‐ 高田光子 役
- 天と地と（2008年・EX）
- 虹への手紙（2008年・ホームドラマチャンネル）
- 必殺仕事人2009（2009年・ANB）
- 土曜ドラマ 再生の町（2009年・NHK） ‐ 江本由紀子 役
- 浪花少年探偵団 第1話（2012年・TBS）
- 金曜プレステージ・浅見光彦シリーズ47（2013年・CX） - 初枝
- 遺留捜査（2017年） - 梶原せつ 役
- 小吉の女房（2019年） - お紋 役
- 日曜プライム 「おかしな刑事22」（2020年） - 東蘭子 役

### 舞台
- 田之助紅
- 義経と弁慶
- 無法松の一生
- 女徳
- 遺産のぬくもり
- 晴朗の風
- 雁金屋草紙
- 道場破り
- 大炊介始末より 暁の城
- 沖雅也特別公演「若さま春秋」
- 島倉千代子特別公演
  - 「江島」
  - 「花の女一代」
- 伍代夏子特別公演「時雨河岸物語 恋しぐれ」
- 伍代夏子颯爽公演「みずぐるま」

### その他のテレビ番組
- ジェスチャー（NHK）
- スター千一夜（フジテレビ）
- 午後は○○おもいッきりテレビ（日本テレビ）
- 一枚の写真（フジテレビ）
- 金曜いきいきタイム（サンテレビ）

## 主な受賞歴
- 2003年度 第13回日本映画批評家大賞 ゴールデン・グローリー賞[1]

## 著書
- 女優 雪代敬子 出会った人々たどった道 華の映画・舞台を語る（竹林館、2002年）

## 関連書籍
- 「一心錦之助 - オマージュ 中村錦之助・萬屋錦之介」（錦之助映画ファンの会・編、エコール・セザム、2009年）